# Прилепы (Ливенский район)
Прилепы — деревня в Ливенском районе Орловской области России.
Входит в состав Островского сельского поселения.

## География
Находится юго-восточнее села Остров, с которым соединена просёлочной дорогой. Также Прилепы соединеyа просёлочной дорогой с деревней Сторожевая.

## Население
| 2002 | 2010 |
| ---- | ---- |
| 119  | ↗128 |